# Liste der Kulturdenkmale in Hohenfelde (Kreis Plön)
In der Liste der Kulturdenkmale in Hohenfelde sind alle Kulturdenkmale der schleswig-holsteinischen Gemeinde Hohenfelde (Kreis Plön) aufgelistet (Stand: 31. März 2025).

## Legende
In den Spalten befinden sich folgende Informationen:
- Objekt-ID: die Nummer des Kulturdenkmales
- Lage: die Adresse des Kulturdenkmales und die geographischen Koordinaten. Kartenansicht, um Koordinaten zu setzen. In der Kartenansicht sind Kulturdenkmale ohne Koordinaten mit einem roten Marker dargestellt und können in der Karte gesetzt werden. Kulturdenkmale ohne Bild sind mit einem blauen Marker gekennzeichnet, Kulturdenkmale mit Bild mit einem grünen Marker.
- Offizielle Bezeichnung: Bezeichnung des Kulturdenkmales
- Beschreibung: die Beschreibung des Kulturdenkmales
- Bild: ein Bild des Kulturdenkmales

## Sachgesamtheiten
| Objekt-ID | Lage                                                | Offizielle Bezeichnung | Beschreibung | Bild |
| --------- | --------------------------------------------------- | ---------------------- | --- | ---- |
| 52199     | Dorfstraße 9, 13, 13a (54° 21′ 53″ N, 10° 30′ 7″ O) | Gut Hohenfelde         | Gut Hohenfelde; 1896-1910; Restbebauung der ehem. Gutsanlage aus ehem. Wirtschafterhaus, nördlicher Gutsscheune und östlicher Gutsscheune - Begründung: geschichtlich, städtebaulich, Kulturlandschaft prägend - Schutzumfang: ehem. Wirtschafterhaus (Dorfstraße 9), nördliche Gutsscheune (Dorfstraße 13), östliche Gutsscheune (Dorfstraße 13a) | BW   |

## Bauliche Anlagen
| Objekt-ID     | Lage                                        | Offizielle Bezeichnung       | Beschreibung | Bild |
| ------------- | ------------------------------------------- | ---------------------------- | --- | ---- |
| 4804          | Dorfstraße 9 (54° 21′ 52″ N, 10° 30′ 11″ O) | ehem. Wirtschafterhaus       | ehem. Wirtschafterhaus; 1910; eingeschossiger traufständiger Putzbau mit breitem Mittelrisalit unter pfannengedecktem Halbwalmdach - Begründung: geschichtlich, städtebaulich, Kulturlandschaft prägend - Schutzumfang: gesamtes Objekt - Denkmaltyp: Bauliche Anlage, Sachgesamtheit: Gut Hohenfelde | BW   |
| 4803 Wikidata | Dorfstraße 14 (54° 22′ 7″ N, 10° 29′ 58″ O) | Wohn- und Wirtschaftsgebäude | Alteintragung (Aktualisierung vorgesehen) - Begründung: geschichtlich, städtebaulich - Schutzumfang: gesamtes Objekt - Denkmaltyp: Bauliche Anlage | BW   |
| 41402         | Dorfstraße 21 (54° 22′ 2″ N, 10° 29′ 59″ O) | Wohnhaus                     | Wohnhaus; Mitte bis Ende 19. Jh.; zweigeschossiger traufständiger Fachwerkbau unter flachgeneigtem Satteldach, mit Nebengebäude - Begründung: geschichtlich, städtebaulich, Kulturlandschaft prägend - Schutzumfang: Wohnhaus, Nebengebäude - Denkmaltyp: Bauliche Anlage                             | BW   |

## Gründenkmalen
| Objekt-ID | Lage                                     | Offizielle Bezeichnung | Beschreibung | Bild            |
| --------- | ---------------------------------------- | ---------------------- | --- | --------------- |
| 41399     | Dorfstraße (54° 22′ 9″ N, 10° 29′ 52″ O) | Doppeleiche            | Doppeleiche; wohl 1898; zum Jubiläum der Schleswig-Holsteinischen Erhebung gepflanzt - Begründung: geschichtlich, städtebaulich, Kulturlandschaft prägend - Schutzumfang: Doppeleiche - Denkmaltyp: Gründenkmal | Fotos hochladen |

## Quelle
- Liste der Kulturdenkmale in Schleswig-Holstein – Kreis Plön (PDF)

- Karte mit allen Koordinaten:
- OSM |
- WikiMap